# Brașov Challenger 2006
Il Brașov Challenger 2006 è stato un torneo di tennis facente parte della categoria ATP Challenger Series nell'ambito dell'ATP Challenger Series 2006. Il torneo si è giocato a Brașov in Romania dal 4 al 10 settembre 2006 su campi in terra rossa.

## Vincitori

### Singolare
Marc López ha battuto in finale  Victor Crivoi con il punteggio di 4–6, 6–3, 7–6(8)

### Doppio
Lazar Magdinchev /  Predrag Rusevski hanno battuto in finale  Robin Haase /  Michal Navrátil con il punteggio di 6–4, 7–6(9).